# 後藤久美子 気まぐれスケッチ
後藤久美子 気まぐれスケッチ（ごとうくみこ きまぐれスケッチ）は、1987年10月11日から1988年3月27日までニッポン放送で放送されていたラジオ番組。パーソナリティは後藤久美子。放送時間は毎週日曜日 21:00 - 21:30。
これより前に1987年4月6日から1987年10月1日までは同じ後藤久美子のパーソナリティで「後藤久美子 気まぐれファンタジア」（ごとうくみこ きまぐれファンタジア）のタイトルで毎週月曜 - 木曜 24:30 - 24:40の枠で放送されていた。本項ではこの両者について説明。

## 概要
1987年4月6日から、月曜から木曜の24:30からの10分の帯番組（『HITACHI FAN! FUN! TODAY』と『ぽっぷん王国』の間の枠）で「気まぐれファンタジア」としてスタート。6か月後の同年10月11日から、毎週日曜日21:00からの30分番組にリニューアルし「気まぐれスケッチ」に改題した。
番組構成は主にフリートークと、リスナーから寄せられたはがきの紹介。この他、一人芝居のコーナーなどがあった。
『気まぐれスケッチ』になってからはJR東日本の一社提供番組となった。そのため、気まぐれスケッチになってからははがきを読まれたリスナーに番組特製オレンジカードが贈られていた。
この番組タイトルについて後藤は「私、気まぐれでも何でもないのに」と言っていたことがあるという。
後藤は当時13歳で、当時日本最年少のラジオパーソナリティであった。なお、この番組以降後藤がメインパーソナリティを務めたラジオ番組は無い。

## ネット局
（1987年10月 - 1988年3月「気まぐれスケッチ」のみ）
- 北海道放送：土曜日 19:00 - 19:30
- 静岡放送：土曜日 18:30 - 19:00
- 中部日本放送：土曜日 24:00 - 24:30
- 南海放送：日曜日 21:30 - 22:00
- 高知放送：土曜日 18:30 - 19:00
- 九州朝日放送：日曜日 19:30 - 20:00